# František Vízner
František Vízner (9. března 1936 Praha – 1. července 2011 Brno) byl významný český umělec, akademický sochař, sklářský výtvarník a designér.

## Život

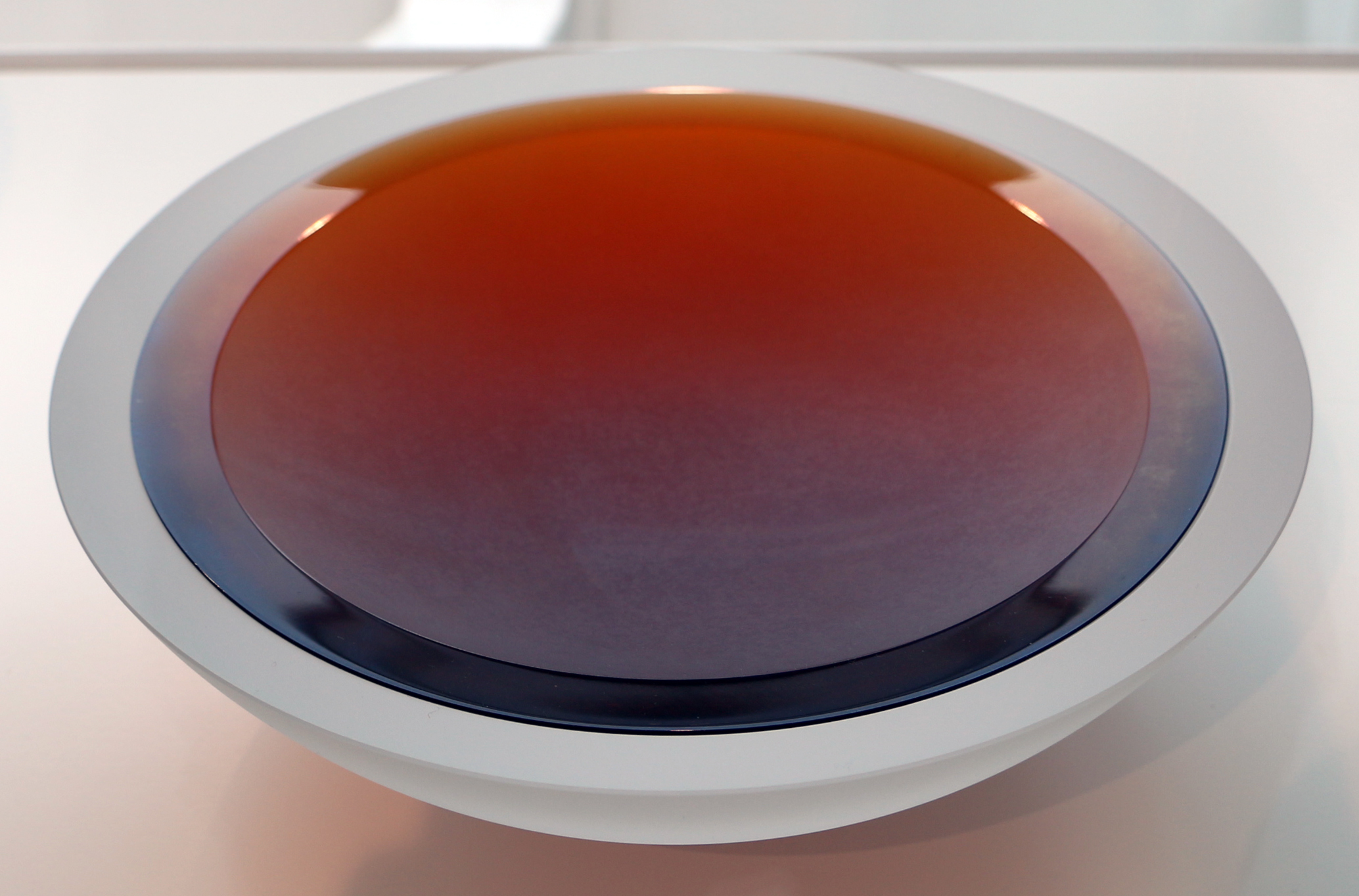
Bowl

Vyučil se nejprve malířem skla, na počátku 60. let vystudoval pražskou Vysokou školu uměleckoprůmyslovou.
V letech 1962-1967 pak pracoval jako návrhář ve sklárně Sklo Union v Dubí u Teplic, kde navrhoval zejména tvary a modely u výrobků z lisovaného skla (například u nápojových sklenic). V 70. letech působil v dnes již zaniklé sklárně ve Škrdlovicích jakožto hlavní výtvarník, kde navrhoval zejména ručně foukané hutní sklo. Od roku 1977 až do konce svého života se věnoval volné tvorbě, kde vynikal zejména v oblasti brusu tvarovaného skla, kdy mezi jeho nejoblíbenější předměty tvorby patřily především vázy a mísy
.
I nadále však také navrhoval průmyslově vyráběné sklo pro firmu Bohemia Machine Glass ze Světlé nad Sázavou.

## Architektonické návrhy

### Pražské metro
- skleněný obklad stanice Jinonice
- skleněný obklad stanice Karlovo náměstí

### Další práce
- svítidla v pražském Kongresovém centru
- svítidla Nové scény Národního divadla
- lustr v budově Parlamentu České republiky

## Samostatné výstavy broušeného skla
- Corning Museum of Glass, Corning, USA
- galerie Scremini, Paříž, Francie

## Zastoupení ve sbírkách
- Národní galerie Praha, Praha, Česko
- Uměleckoprůmyslové muzeum v Praze, Praha, Česko
- Muzeum dekorativních umění v pařížském Louvru, Paříž, Francie
- Metropolitní muzeum v New Yorku, New York, USA
- Národní muzeum moderního umění Tokio, Tokio, Japonsko
- Victoria & Albert Museum Londýn, Londýn, Spojené království
- Pinakotéka moderního umění Mnichov, Mnichov, Německo
- Glasmuseum Frauenau/Sammlung Wolfgang Kermer, Frauenau